# Paulina Jakubczyk
Paulina Jakubczyk – polska bokserka, młodzieżowa mistrzyni świata (2013), Europy (2012) oraz Unii Europejskiej (2013) w kategorii piórkowej.

## Kariera amatorska
Jako junior wielokrotnie triumfowała w największych światowych imprezach. W roku 2012 została mistrzynią Europy a rok później zdobyła mistrzostwo świata oraz mistrzostwo Unii Europejskiej. Wszystkie tytuły wywalczyła w kategorii piórkowej (57 kg)
Dwukrotnie wygrywała juniorskie mistrzostwa Polski w roku 2010 i 2013. W 2015 zdobyła mistrzostwo Polski seniorów w kategorii piórkowej.